# جان برد (انقلابی)
جان برد (انگلیسی: John Baird) ; (زاده: ۱۷ سپتامبر ۱۷۹۰، درگذشته: ۸ سپتامبر ۱۸۲۰) در استرلینگ اعدام گردید. او یک انقلابی اسکاتلندی بود.

## زندگی‌نامه
جان برد در دهکده کندورات با شغل بافندگی بزرگ شد. او بیشتر بعنوان یک فرمانده رادیکال در نبرد رادیکال ۱۸۲۰ شناخته می‌شود، همراه با رزمندگان رادیکالی چون جمیز ویلسون و آندره هاردی در نبرد رادیکال بهتر بیاد آورده می‌شود. برد در ارتش بریتانیا در گردان دوم هنگ قله که بنام تیپ تفنگ شناخته می‌شد آموزش نظامی دید و در عملیات نظامی آرژانتین و اسپانیا شرکت داشت. تجربه نظامی او نشان می‌داد که او قابلیت فرماندهی رادیکالها را در راه‌پیمائی محکوم به شکست آهن‌کاران کارون را داراست.

## اعدام
جان برد در دادگاهی به اعدام محکوم شد و این حکم در هشتم سپتامبر ۱۸۲۰ در استرلینگ همراه هاردی اجرا گردید. از او بعنوان یک شهید در نبرد برای بدست آوردن حق رأی همگانی، مخصوصاً در گردهمائی ۱۸۲۰ اسکاتلند یادآوری می‌شود.